# Acacia stictophylla
Acacia stictophylla — вид квіткових рослин з родини бобових. Ареал: Австралія (Вікторія).

## Середовище
Зустрічається переважно у вологих відкритих евкаліптових лісах та лісистих масивах.

## Біоморфологічна характеристика
Це багаторічний кущ. Орієнтовна тривалість покоління цього виду становить близько 35 років. Він поповнює популяції насінням, зазвичай після пожежі, тому субпопуляції, як правило, однакового віку.

## Використання
Продається та вирощується в невеликих кількостях у декоративних насадженнях.